# Liste der Lieder von Alanis Morissette
Dies ist eine Liste aller auf Tonträger veröffentlichten Lieder der kanadisch-US-amerikanischen Sängerin Alanis Morissette. Die Titel der bisher erschienenen Studioalben lauten: Alanis (1991), Now Is The Time (1992), Jagged Little Pill (1995), Supposed Former Infatuation Junkie (1998), Under Rug Swept (2002), So-Called Chaos (2004), Flavors of Entanglement (2008), Havoc and Bright Lights (2012), Such Pretty Forks in the Road (2020) und The Storm Before the Calm (2022). Des Weiteren befinden sich Non-Album-Tracks und Coverversionen in dieser Liste. 
Die Reihenfolge der Titel ist alphabetisch sortiert. Sie gibt Auskunft über die Urheber.

## #
| # | Titel                       | Autoren           | Album           | Jahr |
| - | --------------------------- | ----------------- | --------------- | ---- |
| 1 | 21 Things I Want In A Lover | Alanis Morissette | Under Rug Swept | 2002 |

## A
| # | Titel                                 | Autoren                                    | Album                              | Jahr |
| - | ------------------------------------- | ------------------------------------------ | ---------------------------------- | ---- |
| 1 | Ablaze                                | Alanis Morissette, Michael Farrell         | Such Pretty Forks in the Road      | 2020 |
| 2 | All I Really Want erschien als Single | Alanis Morissette, Glen Ballard            | Jagged Little Pill                 | 1995 |
| 3 | A Man                                 | Alanis Morissette                          | Under Rug Swept                    | 2002 |
| 4 | An Emotion Away                       | Alanis Morissette, Serge Côté, Leslie Howe | Now Is The Time                    | 1992 |
| 5 | Are You Still Mad                     | Alanis Morissette                          | Supposed Former Infatuation Junkie | 1998 |
| 6 | Awakening – In Between Thoughts       | Alanis Morissette, Dave Harrington         | The Storm Before the Calm          | 2022 |

## B
| # | Titel        | Autoren                                    | Album                              | Jahr |
| - | ------------ | ------------------------------------------ | ---------------------------------- | ---- |
| 1 | Baba         | Alanis Morissette, Glen Ballard            | Supposed Former Infatuation Junkie | 1998 |
| 2 | Big Bad Love | Alanis Morissette, Serge Côté, Leslie Howe | Now Is The Time                    | 1992 |

## C
| # | Titel                             | Autoren                                    | Album                              | Jahr |
| - | --------------------------------- | ------------------------------------------ | ---------------------------------- | ---- |
| 1 | Can't Deny                        | Alanis Morissette, Serge Côté, Leslie Howe | Now Is The Time                    | 1992 |
| 2 | Can't Not                         | Alanis Morissette, Glen Ballard            | Supposed Former Infatuation Junkie | 1998 |
| 3 | Celebrity                         | Chiccarelli, Guy Sigsworth                 | Havoc And Bright Lights            | 2012 |
| 4 | (Change Is) Never A Waste Of Time | Alanis Morissette, Serge Côté, Leslie Howe | Now Is The Time                    | 1992 |
| 5 | Citizen Of The Planet             | Guy Sigsworth, Alanis Morissette           | Flavors Of Entanglement            | 2008 |

## D
| # | Titel                   | Autoren                            | Album                         | Jahr |
| - | ----------------------- | ---------------------------------- | ----------------------------- | ---- |
| 1 | Diagnosis               | Alanis Morissette, Michael Farrell | Such Pretty Forks in the Road | 2020 |
| 2 | Doth I Protest Too Much | Alanis Morissette                  | So-Called Chaos               | 2004 |

## E
| # | Titel                                 | Autoren                            | Album                     | Jahr |
| - | ------------------------------------- | ---------------------------------- | ------------------------- | ---- |
| 1 | Edge of Evolution                     | Chiccarelli                        | Havoc And Bright Lights   | 2012 |
| 2 | Eight Easy Steps                      | Alanis Morissette, John Shanks     | So-Called Chaos           | 2004 |
| 3 | Empathy                               | Chiccarelli                        | Havoc And Bright Lights   | 2012 |
| 4 | Everything erschien als Single        | Alanis Morissette                  | So-Called Chaos           | 2004 |
| 5 | Excuses                               | Alanis Morissette                  | So-Called Chaos           | 2004 |
| 6 | Explore – The Other Side of Stillness | Alanis Morissette, Dave Harrington | The Storm Before the Calm | 2022 |

## F
| # | Titel                              | Autoren                         | Album                              | Jahr |
| - | ---------------------------------- | ------------------------------- | ---------------------------------- | ---- |
| 1 | Feel Your Love erschien als Single | Alanis Morissette, Leslie Howe  | Alanis                             | 1991 |
| 2 | Flinch                             | Alanis Morissette               | Under Rug Swept                    | 2002 |
| 3 | Forgiven                           | Alanis Morissette, Glen Ballard | Jagged Little Pill                 | 1995 |
| 4 | Front Row                          | Alanis Morissette, Glen Ballard | Supposed Former Infatuation Junkie | 1998 |

## G
| # | Titel                        | Autoren                                    | Album                     | Jahr |
| - | ---------------------------- | ------------------------------------------ | ------------------------- | ---- |
| 1 | Giggling Again For No Reason | Guy Sigsworth, Alanis Morissette           | Flavors Of Entanglement   | 2008 |
| 2 | Give What You Got            | Alanis Morissette, Serge Côté, Leslie Howe | Now Is The Time           | 1992 |
| 3 | Ground – I Want to Live.     | Alanis Morissette, Dave Harrington         | The Storm Before the Calm | 2022 |
| 4 | Guardian erschien als Single | Guy Sigsworth, Alanis Morissette           | Havoc And Bright Lights   | 2012 |

## H
| # | Titel                                 | Autoren                                                  | Album                              | Jahr |
| - | ------------------------------------- | -------------------------------------------------------- | ---------------------------------- | ---- |
| 1 | Hand In My Pocket erschien als Single | Alanis Morissette, Glen Ballard                          | Jagged Little Pill                 | 1995 |
| 2 | Hands Clean erschien als Single       | Alanis Morissette                                        | Under Rug Swept                    | 2002 |
| 3 | Havoc                                 | Chiccarelli, Guy Sigsworth                               | Havoc And Bright Lights            | 2012 |
| 4 | Head Over Feet erschien als Single    | Alanis Morissette, Glen Ballard                          | Jagged Little Pill                 | 1995 |
| 5 | Heart – Power of a Soft Heart         | Alanis Morissette, Dave Harrington                       | The Storm Before the Calm          | 2022 |
| 6 | Heart Of The House                    | Alanis Morissette                                        | Supposed Former Infatuation Junkie | 1998 |
| 7 | Her                                   | Alanis Morissette, Michael Farrell                       | Such Pretty Forks in the Road      | 2020 |
| 8 | Human Touch                           | Alanis Morissette, Frank Levin, Leslie Howe, Louise Reny | Alanis                             | 1991 |

## I
| # | Titel                           | Autoren                          | Album                                    | Jahr |
| - | ------------------------------- | -------------------------------- | ---------------------------------------- | ---- |
| 1 | Incomplete                      | Guy Sigsworth, Alanis Morissette | Flavors Of Entanglement                  | 2008 |
| 2 | In Praise Of The Vulnerable Man | Guy Sigsworth, Alanis Morissette | Flavors Of Entanglement                  | 2008 |
| 3 | Ironic erschien als Single      | Alanis Morissette, Glen Ballard  | Jagged Little Pill                       | 1995 |
| 4 | I Was Hoping                    | Alanis Morissette, Glen Ballard  | Supposed Former Infatuation Junkie       | 1998 |
| 5 | I Remain                        | Alanis Morissette, Mike Elizondo | Prince Of Persia – The Sands Of Time OST | 2010 |

## J
| # | Titel                           | Autoren                                    | Album                              | Jahr |
| - | ------------------------------- | ------------------------------------------ | ---------------------------------- | ---- |
| 1 | Jealous                         | Alanis Morissette, Leslie Howe, Serge Cote | Alanis                             | 1991 |
| 2 | Joining You erschien als Single | Alanis Morissette, Glen Ballard            | Supposed Former Infatuation Junkie | 1998 |

## K
| # | Titel            | Autoren           | Album           | Jahr |
| - | ---------------- | ----------------- | --------------- | ---- |
| 1 | Knees Of My Bees | Alanis Morissette | So-Called Chaos | 2004 |

## L
| # | Titel                            | Autoren                            | Album                         | Jahr |
| - | -------------------------------- | ---------------------------------- | ----------------------------- | ---- |
| 1 | Lens                             | Chiccarelli, Guy Sigsworth         | Havoc And Bright Lights       | 2012 |
| 2 | Light – The Lightworker’s Lament | Alanis Morissette, Dave Harrington | The Storm Before the Calm     | 2022 |
| 3 | Limbo No More                    | Alanis Morissette, Guy Sigsworth   | Flavors Of Entanglement       | 2008 |
| 4 | Losing The Plot                  | Alanis Morissette, Michael Farrell | Such Pretty Forks in the Road | 2020 |

## M
| # | Titel                       | Autoren                            | Album                         | Jahr |
| - | --------------------------- | ---------------------------------- | ----------------------------- | ---- |
| 1 | Madness                     | Alanis Morissette, Guy Sigsworth   | Flavors Of Entanglement       | 2008 |
| 2 | Mania – Resting in the Fire | Alanis Morissette, Dave Harrington | The Storm Before the Calm     | 2022 |
| 3 | Mary Jane                   | Alanis Morissette, Glen Ballard    | Jagged Little Pill            | 1995 |
| 4 | Missing The Miracle         | Alanis Morissette, Michael Farrell | Such Pretty Forks in the Road | 2020 |
| 5 | Moratorium                  | Guy Sigsworth, Alanis Morissette   | Flavors Of Entanglement       | 2008 |

## N
| # | Titel                         | Autoren                                    | Album                         | Jahr |
| - | ----------------------------- | ------------------------------------------ | ----------------------------- | ---- |
| 1 | Narcissus                     | Alanis Morissette                          | Under Rug Swept               | 2002 |
| 2 | Nemesis                       | Alanis Morissette, Michael Farrell         | Such Pretty Forks in the Road | 2020 |
| 3 | No Apologies                  | Alanis Morissette, Serge Côté, Leslie Howe | Now Is The Time               | 1992 |
| 4 | Not All Me                    | Alanis Morissette                          | So-Called Chaos               | 2004 |
| 5 | Not As We erschien als Single | Guy Sigsworth, Alanis Morissette           | Flavors Of Entanglement       | 2008 |
| 6 | Not The Doctor                | Alanis Morissette, Glen Ballard            | Jagged Little Pill            | 1995 |
| 7 | Numb                          | Chiccarelli                                | Havoc And Bright Lights       | 2012 |

## O
| # | Titel                              | Autoren                                    | Album                              | Jahr |
| - | ---------------------------------- | ------------------------------------------ | ---------------------------------- | ---- |
| 1 | Oh Yeah!                           | Alanis Morissette, Leslie Howe             | Alanis                             | 1991 |
| 2 | One                                | Alanis Morissette, Glen Ballard            | Supposed Former Infatuation Junkie | 1998 |
| 3 | On My Own                          | Alanis Morissette, Leslie Howe, Serge Cote | Alanis                             | 1991 |
| 4 | On The Tequila                     | Alanis Morissette, Guy Sigsworth           | Flavors Of Entanglement            | 2008 |
| 5 | Orchid                             | Alanis Morissette, Guy Sigsworth           | Flavors Of Entanglement            | 2008 |
| 6 | Out Is Through erschien als Single | Alanis Morissette                          | So-Called Chaos                    | 2004 |

## P
| # | Titel                                  | Autoren                                    | Album                         | Jahr |
| - | -------------------------------------- | ------------------------------------------ | ----------------------------- | ---- |
| 1 | Party Boy                              | Alanis Morissette, Leslie Howe             | Alanis                        | 1991 |
| 2 | Pedestal                               | Alanis Morissette, Michael Farrell         | Such Pretty Forks in the Road | 2020 |
| 3 | Perfect                                | Alanis Morissette, Glen Ballard            | Jagged Little Pill            | 1995 |
| 4 | Plastic                                | Alanis Morissette, Leslie Howe, Serge Cote | Alanis                        | 1991 |
| 5 | Pollyanna Flower                       | Alanis Morissette, Glen Ballard            |                               | 1998 |
| 6 | Precious Illusions erschien als Single | Alanis Morissette                          | Under Rug Swept               | 2002 |
| 7 | Purification – The Alchemical Crunch   | Alanis Morissette, Dave Harrington         | The Storm Before the Calm     | 2022 |

## R
| # | Titel                          | Autoren                                    | Album                         | Jahr |
| - | ------------------------------ | ------------------------------------------ | ----------------------------- | ---- |
| 1 | Rain                           | Alanis Morissette, Serge Côté, Leslie Howe | Now Is The Time               | 1992 |
| 2 | Real World                     | Alanis Morissette, Serge Côté, Leslie Howe | Now Is The Time               | 1992 |
| 3 | Reasons I Drink                | Alanis Morissette, Michael Farrell         | Such Pretty Forks in the Road | 2020 |
| 4 | Receive                        | Chiccarelli                                | Havoc And Bright Lights       | 2012 |
| 5 | Reckoning                      | Alanis Morissette, Michael Farrell         | Such Pretty Forks in the Road | 2020 |
| 6 | Right Through You              | Alanis Morissette, Glen Ballard            | Jagged Little Pill            | 1995 |
| 7 | Restore – Calling Generation X | Alanis Morissette, Dave Harrington         | The Storm Before the Calm     | 2022 |

## S
| #  | Titel                       | Autoren                            | Album                              | Jahr |
| -- | --------------------------- | ---------------------------------- | ---------------------------------- | ---- |
| 1  | Safety – Empath in Paradise | Alanis Morissette, Dave Harrington | The Storm Before the Calm          | 2022 |
| 2  | Sandbox Love                | Alanis Morissette, Michael Farrell | Such Pretty Forks in the Road      | 2020 |
| 3  | Smiling                     | Alanis Morissette, Michael Farrell | Such Pretty Forks in the Road      | 2020 |
| 4  | Space – Pause on Violence   | Alanis Morissette, Dave Harrington | The Storm Before the Calm          | 2022 |
| 5  | Spineless                   | Alanis Morissette                  | So-Called Chaos                    | 2004 |
| 6  | Spiral                      | Chiccarelli, Guy Sigsworth         | Havoc And Bright Lights            | 2012 |
| 7  | So-Called Chaos             | Alanis Morissette                  | So-Called Chaos                    | 2004 |
| 8  | So Unsexy                   | Alanis Morissette                  | Under Rug Swept                    | 2002 |
| 9  | Strait Jacket               | Guy Sigsworth, Alanis Morissette   | Flavors Of Entanglement            | 2008 |
| 10 | Superman                    | Alanis Morissette, Leslie Howe     | Alanis                             | 1991 |
| 11 | Surrendering                | Alanis Morissette                  | Under Rug Swept                    | 2002 |
| 12 | Sympathetic Character       | Alanis Morissette                  | Supposed Former Infatuation Junkie | 1998 |

## T
| #  | Titel                                    | Autoren                                    | Album                                           | Jahr |
| -- | ---------------------------------------- | ------------------------------------------ | ----------------------------------------------- | ---- |
| 1  | Tapes                                    | Guy Sigsworth, Alanis Morissette           | Flavors Of Entanglement                         | 2008 |
| 2  | Thank U erschien als Single              | Alanis Morissette, Glen Ballard            | Supposed Former Infatuation Junkie              | 1998 |
| 3  | That Particular Time                     | Alanis Morissette                          | Under Rug Swept                                 | 2002 |
| 4  | That I Would Be Good erschien als Single | Alanis Morissette, Glen Ballard            | Supposed Former Infatuation Junkie              | 1998 |
| 5  | The Couch                                | Alanis Morissette, Glen Ballard            | Supposed Former Infatuation Junkie              | 1998 |
| 6  | The Guy Who Leaves                       | Alanis Morissette, Guy Sigsworth           | Flavors Of Entanglement                         | 2008 |
| 7  | Real World                               | Alanis Morissette, Serge Côté, Leslie Howe | Now Is The Time                                 | 1992 |
| 8  | This Grudge                              | Alanis Morissette                          | So-Called Chaos                                 | 2004 |
| 9  | 'Til You                                 | Chiccarelli                                | Havoc And Bright Lights                         | 2012 |
| 10 | Today                                    | Alanis Morissette                          | — für eine Wahlkampagne von Marianne Williamson | 2014 |
| 11 | Too Hot erschien als Single              | Alanis Morissette, Leslie Howe             | Alanis                                          | 1991 |
| 12 | Torch                                    | Guy Sigsworth, Alanis Morissette           | Flavors Of Entanglement                         | 2008 |

## U
| # | Titel                          | Autoren                          | Album                              | Jahr |
| - | ------------------------------ | -------------------------------- | ---------------------------------- | ---- |
| 1 | Underneath erschien als Single | Guy Sigsworth, Alanis Morissette | Flavors Of Entanglement            | 2008 |
| 2 | Unsent erschien als Single     | Alanis Morissette, Glen Ballard  | Supposed Former Infatuation Junkie | 1998 |
| 3 | UR                             | Alanis Morissette, Glen Ballard  | Supposed Former Infatuation Junkie | 1998 |
| 4 | Utopia                         | Alanis Morissette                | Under Rug Swept                    | 2002 |

## V
| # | Titel                          | Autoren                            | Album                     | Jahr |
| - | ------------------------------ | ---------------------------------- | ------------------------- | ---- |
| 1 | Vapor – Amplified in Stillness | Alanis Morissette, Dave Harrington | The Storm Before the Calm | 2022 |
| 2 | Versions Of Violence           | Guy Sigsworth, Alanis Morissette   | Flavors Of Entanglement   | 2008 |

## W
| # | Titel              | Autoren                                                  | Album                   | Jahr |
| - | ------------------ | -------------------------------------------------------- | ----------------------- | ---- |
| 1 | Wake Up            | Alanis Morissette, Glen Ballard                          | Jagged Little Pill      | 1995 |
| 2 | Walk Away          | Alanis Morissette, Frank Levin, Leslie Howe, Louise Reny | Alanis                  | 1991 |
| 3 | When We Meet Again | Alanis Morissette, Serge Côté, Leslie Howe               | Now Is The Time         | 1992 |
| 4 | Win and Win        | Chiccarelli                                              | Havoc And Bright Lights | 2012 |
| 5 | Woman Down         | Chiccarelli, Guy Sigsworth                               | Havoc And Bright Lights | 2012 |

## Y
| # | Titel                               | Autoren                         | Album              | Jahr |
| - | ----------------------------------- | ------------------------------- | ------------------ | ---- |
| 1 | You Learn erschien als Single       | Alanis Morissette, Glen Ballard | Jagged Little Pill | 1995 |
| 2 | You Oughta Know erschien als Single | Alanis Morissette, Glen Ballard | Jagged Little Pill | 1995 |
| 3 | You Owe Me Nothing In Return        | Alanis Morissette               | Under Rug Swept    | 2002 |